# O Último Caçador de Bruxas
The Last Witch Hunter (br/pt O Último Caçador de Bruxas) é um filme de ação e fantasia de 2015 dirigido por Breck Eisner e estrelado por Vin Diesel, como um caçador de bruxas imortal que tenta impedir uma praga de assolar Nova York.
Lançado em outubro de 2015, recebeu críticas negativas por parte dos críticos e teve rendimento abaixo do esperado na bilheteria, embora tenha sido um sucesso no Brasil.

## Elenco
- Vin Diesel...Kaulder
- Rose Leslie...Chloe
- Elijah Wood...Dolan 37
- Michael Caine...Dolan 36
- Ólafur Darri Ólafsson...Baltasar Ketola/Belial
- Julie Engelbrecht...Rainha das Bruxas
- Rena Owen...Glaeser
- Isaach De Bankolé...Max Schlesinger
- Lotte Verbeek...Helena, esposa de Kaulder
- Dawn Olivieri...Danique
- Inbar Lavi...Sonya
- Aimee Carrero...Miranda
- Bex Taylor-Klaus...Bronwyn
- Allegra Carpenter...Fatima
- Kurt Angle...guarda-costa#4[8]
- Joe Gilgun...Ellic

## Sinopse
800 anos atrás, a Rainha das Bruxas conjura a Peste Negra para exterminar a Humanidade. A família de Kaulder é morta mas ele consegue derrotar o ser maligno que, ao perceber que o guerreiro deseja a morte, o amaldiçoa com a imortalidade.
Nos dias atuais, Kaulder continua vivo e é um temido caçador de bruxas que trabalha para uma organização secreta conhecida como O Machado e a Cruz e que conseguira aprisionar e matar centenas de bruxas praticantes de magia negra. Desde que iniciara sua missão, ele é ajudado por homens religiosos conhecidos por "Dolan". O idoso Dolan 36 resolve se aposentar e apresenta seu sucessor, Dolan 37. Mas, pouco depois, Dolan 36 é atacado e Kaulder percebe que seu ex-ajudante fora vítima de magia negra. Suspeita que os bruxos estão planejando algo e o segredo para descobrir o que é está em seu passado, que tenta relembrar usando uma poção de memória fabricada pela bruxa Chloe. Mas, os bruxos inimigos continuam com seus planos e evitam que ele use a poção até que Chloe se revela como uma "andarilha dos sonhos", cujos poderes são capazes de descobrir o segredo do passado de Kaulder e deter as bruxas malignas.